# Karl von Wrangel
Pour les articles homonymes, voir Wrangel.
Karl Friedrich Wilhelm baron von Wrangel (né le 28 septembre 1812 à Königsberg et mort le 28 novembre 1899 à Sproitz) est un général d'infanterie prussien et est citoyen d'honneur de Flensbourg.

## Biographie

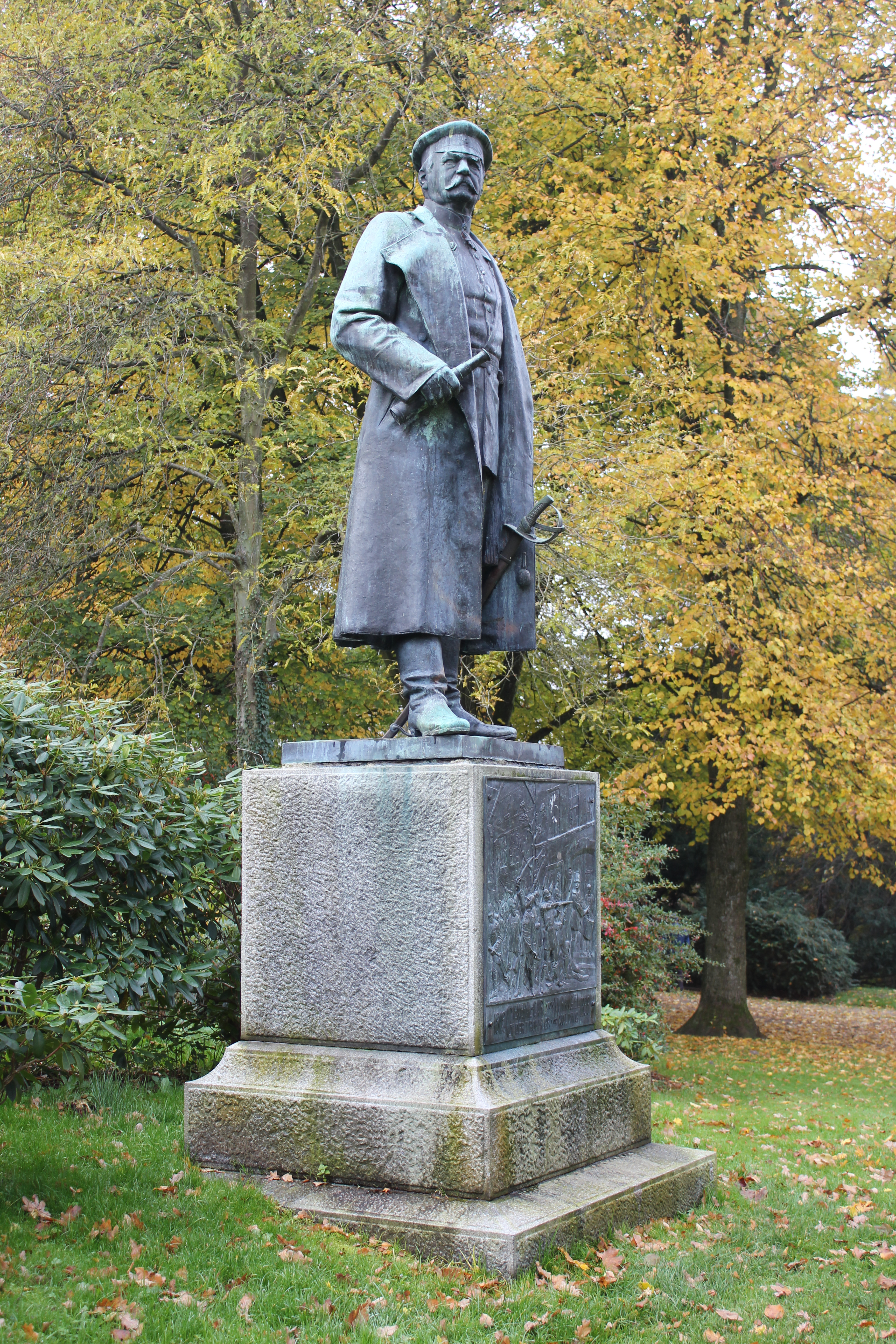
Statue de Wrangel dans le par Adolf Brütt

### Origine
Il est le fils du lieutenant-général prussien August Friedrich Ludwig von Wrangel (de) et de son épouse Karoline Sophie Henriette, née comtesse Truchsess von Waldbourg (1777-1819).

### Carrière militaire
Formé dans les maisons des cadets de Culm et de Berlin, Wrangel rejoint le 13 août 1830 comme sous-lieutenant dans le 1er régiment à pied de la Garde et étudie à l'École générale de guerre de Berlin de 1837 à 1840.
En décembre 1841, Wrangel doit quitter le service pour une affaire d'honneur, et après avoir guéri de la grave blessure qu'il a reçue, il est réintégré en mars 1843 par le futur empereur Guillaume Ier. L'année suivante, il est affecté à le département trigonométrique de l'état-major général à Berlin. De là, devenu premier lieutenant en 1846, il part avec son oncle, le lieutenant général Friedrich von Wrangel, lorsque celui-ci reçoit le commandement suprême des troupes destinées à la guerre contre le Danemark en avril 1848, aux duchés de l'Elbe (de), où il est affecté comme capitaine dans l'état-major du Schleswig-Holstein transféré et participe à la campagne de 1848/49.

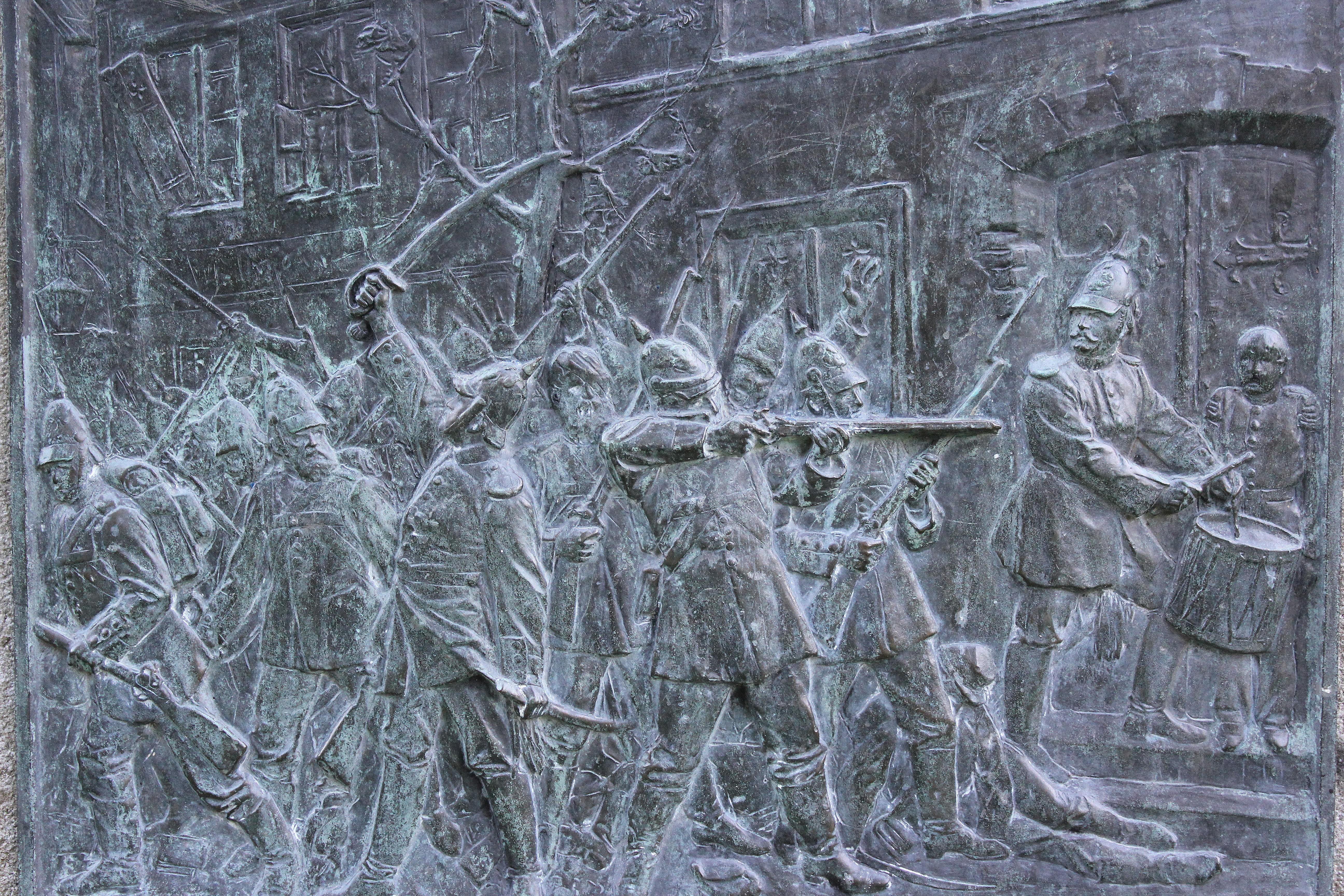
Le tambour de Kolding du relief du monument de Flensbourg

Auparavant, il a gagné le surnom de "tambour de Kolding", qu'un journal lui a attribué. L'incident qui lui vaut ce nom se produit le 29 avril 1849 lors d'un combat de rue dans la ville de Kolding occupée par les schleswigois-holsteinois. Alors que les Danois s'enfuient, Wrangel les arrête en arrachant le tambour d'un tambourinaire et en frappant le pas de charge sur celui-ci.
Lorsque la Prusse rappelle ses officiers en avril 1850, Wrangel prend la tête du département topographique et ne reprend le service de première ligne comme lieutenant-colonel que lors de la mobilisation de 1859. Il est alors à la tête d'un régiment de la Landwehr, qui devient bientôt le 61e régiment d'infanterie à Stolp.
Pendant la guerre austro-prussienne en 1866, il est entré en campagne à la tête de la 26e brigade d'infanterie (de) à Münster et participe à la campagne du Main. Il prend une part prépondérante aux batailles de Dermbach, Kissingen, Laufach, Aschaffenbourg, Tauberbischofsheim et Gerchsheim, tout en étant autonome - et reçoit pour cela la médaille Pour le Mérite.
Le 10 août 1867, il fut nommé commandant de la 18e division d'infanterie à Flensbourg et promu lieutenant général au printemps 1868. Dans la guerre contre la France en 1870/71, sa division participe, dans le cadre du 9e corps d'armée, aux batailles de Borny-Colombey, Mars-la-Tour et Saint-Privat. Lors du siège de Metz, ses troupes participent à partir du 1er septembre, lors de la bataille de Noiseville, à la défense du 1er corps d'armée prussien sur la rive est de la Moselle. Sa division se distingue notamment lors de la prise d'Orléans début décembre. De là, le commandant en chef, le prince Frédéric-Charles de Prusse, télégraphie à Versailles : "L'honneur du jour appartient à la division Wrangel". Pour cela, Wrangel reçut le 5 décembre 1870 les feuilles de chêne à l'ordre Pour le Mérite. Au cours de la guerre, la division Wrangel participe encore à la prise du Mans le 11 janvier 1871.
Après la paix, Wrangel reste à la tête de sa division à Flensbourg jusqu'en juin 1872, date à laquelle il devient gouverneur de Posen. Le 2 septembre 1873, il reçoit le caractère de General der Infanterie. Avec une pension, Wrangel est finalement mis à disposition le 12 décembre 1876. En reconnaissance de ses longues années de service, Guillaume Ier lui décerne la Grand-croix de l'ordre de l'Aigle rouge avec feuilles de chêne et épées. Il est également chevalier de l'Ordre de Saint-Jean.

### Famille
Wrangel se marie le 26 mars 1843 avec Elisabeth Adelheid Ernestine von Strantz (de) (née le 25 septembre 1813 à Berlin et morte le 27 février 1891 à Sproitz). De ce mariage est née leur fille Adda (née le 28 juillet 1844 à Charlottenbourg et morte le 23 janvier 1913), qui se marie le 29 juillet 1864 à Berlin avec Karl baron von Liliencron (mort en 1901), seigneur de Sproitz, chambellan et ancien maître de cavalerie. 

## Honneurs
En 1872, il est fait citoyen d'honneur de Flensbourg. En 1903, un mémorial est dévoilé dans le parc de la ville de Flensbourg (de) à sa mémoire, composé d'une statue avec un piédestal auquel est attaché un relief représentant le batteur de Kolding. De plus, une rue de Flensbourg porte son nom. Il y a aussi une Wrangelstrasse à Kiel.